# Elisabet de Bohèmia
|  | Aquest article tracta sobre la princesa d'Anglaterra. Vegeu-ne altres significats a «Elisabet de Bohèmia (1292 - 1330)». |

Elisabeth Stuart, Elisabet d'Anglaterra o de Bohèmia (Dunfermline, 19 d'agost de 1596 – Londres, 1662) va ser princesa d'Anglaterra i d'Escòcia amb el tractament d'altesa reial que contragué matrimoni amb l'elector Frederic V del Palatinat conegut com el "Rei d'Hivern" esdevenint electriu palatina i reina de Bohèmia.
Nascuda a Dunfermline, Escòcia, el dia 1596 essent batejada amb el nom d'Elisabet en honor de la reina Isabel I d'Anglaterra. Els seus paren foren el rei Jaume I d'Anglaterra i de la princesa Anna de Dinamarca. Elisabet era neta per via paterna de l'aristòcrata escocès lord Henry Stuart i de la reina Maria I d'Escòcia; i per via materna ho era del rei Frederic II de Dinamarca i de la duquessa Sofia de Mecklenburg-Schwerin.
La Conspiració de la pólvora de 1605 la col·locà com a candidata dels revoltats, aspirant a retornar el catolicisme a Anglaterra. Durant el període de conspiració, la princesa estava a l'Abadia de Coombe d'on els revoltats pretengueren segrestar-la.
El dia 14 de febrer de 1613 contragué matrimoni amb l'elector palatí Frederic V del Palatinat, fill de l'elector Frederic IV del Palatinat i de la princesa Lluïsa Juliana d'Orange-Nassau. La parella tingué tretze fills:
- SAR el príncep Frederic Enric del Palatinat, nat a Heidelberg el 1614 i mort el 1629.
- SM l'elector Carles I Lluís, elector palatí, nat a Heidelberg el 1615 i mort el 1680. Es casà en primeres núpcies amb la landgravina Carlota de Hessen-Kassel el 1627 a Kassel; en segones núpcies, de forma morganàtica amb la comtessa Maria Lluïsa von Degenfeld el 1634 a Estrasburg; i, en terceres núpcies amb l'aristòcrata Elisabeth Hollander von Bernau a Schaffhausen el 1659.
- SAR la princesa Elisabet del Palatinat, nada a Heidelberg el 1616 i morta el 1680. Abadessa de Herford.
- SAR el príncep Robert del Palatinat, nat a Praga el 1619 i mort a Westminster el 1682.
- SAR el príncep Maurici del Palatinat, príncep de Simmern, nat el 1621 i mort el 1652 en un naufragi al Carib.
- SAR la princesa Lluïsa del Palatinat, nada el 1622 i morta el 1709.
- SAR el príncep Lluís del Palatinat, nat el 1624 i mort el 1625.
- SAR el príncep Eduard del Palatinat-Simmern, nat el 1625 a La Haia i mort el 1663 a París. Es casà el 1645 amb la princesa Anna de Màntua.
- SAR la princesa Enriqueta Maria del Palatinat, nada el 1626 i morta el 1651.
- SAR el príncep Joan Felip del Palatinat, nat el 1627 i mort el 1650.
- SAR la princesa Carlota del Palatinat, nada el 1628 i morta el 1631.
- SAR la princesa Sofia del Palatinat, nada el 1630 a La Haia i morta el 1714 a Hannover. Es casà amb l'elector Ernest August I de Hannover.
- SAR el príncep Gustau Adolf del Palatinat, nat el 1632 i mort el 1641.

S'establí al costat del seu marit a Heidelberg, capital del Kurpfalz. L'any 1619 al costat del seu marit es traslladà a Praga on fou coronada reina de Bohèmia l'any següent. Aviat, però, les expectatives de Frederic de consolidar-se a Bohèmia es frustraren arran de la derrota a la batalla de la Muntanya Blanca contra les tropes austríaques.
A partir de 1623 la família palatina s'establí a La Haia on visqueren mentre hagueren de romandre a l'exili a causa de la confiscació del Palatinat que es mantingué fins al 1648. Elisabet romangué a Holanda inclús després de la restauració del seu fill, l'elector Carles I Lluís, elector palatí.
L'any 1660 es traslladà a Londres convidada pel seu nebot, el rei Carles II d'Anglaterra. Allà hi trobà la mort. Amb l'extinció de la casa d'Estuard, el tron anglès recaigué en mans d'un descendent d'Elisabet, el seu net el rei Jordi I de la Gran Bretanya.